# Primera Junta (metropolitana di Buenos Aires)
Primera Junta è una stazione della linea A della metropolitana di Buenos Aires.
Si trova sotto all'avenida Rivadavia, in corrispondenza dell'incrocio con calle Roja e calle Del Barco Centenera, nel barrio Caballito.
La stazione collega la linea A con l'Officina Polvorín, dove viene fatta la manutenzione dei treni.

## Storia
La stazione fu inaugurata il 14 luglio 1914 come capolinea della linea A con il nome di Caballito. Cessò di essere capolinea il 23 dicembre 2008, quando la linea venne ampliata fino alla stazione di Carabobo.
Nel 1923 la stazione assunse l'attuale denominazione di Primera Junta per coincidere con il nome della piazza soprastante.
Il progetto della futura linea I contempla un interscambio presso questa stazione.

## Servizi
La stazione dispone di:
- Biglietteria a sportello
- Biglietteria automatica